# Asmara
Asmara (anche con l'articolo, l'Asmara; AFI: /aˈzmara/; in tigrino: አስመራ Asmerà; in arabo: أسمرا Asmarā) è la capitale, la città più popolata e il principale centro industriale, economico e culturale dell'Eritrea, nonché capoluogo della Regione Centrale.
Dall'8 luglio 2017 la città è stata dichiarata patrimonio dell'umanità dall'UNESCO per la sua architettura modernista e razionalista, realizzata durante l'occupazione italiana. Si tratta del primo sito dell'Eritrea iscritto nella lista dei patrimoni dell'umanità.

## Geografia
Sorge su un altopiano ad oltre 2 300 m s.l.m. e gode di un clima particolarmente mite e salubre: la temperatura media annua è di circa 17 °C. È sede di industrie tessili, dell'abbigliamento e della lavorazione della carne.

## Storia

### Origini
Asmara fu fondata nel XII secolo dall'unione di quattro villaggi Arbate smerá. Originariamente vi erano infatti quattro clan che occupavano l'area dove sorge oggi la città: i Gheza Gurtom, i Gheza Shelele, i Gheza Serenser e i Gheza Asmae. Incoraggiati dalle famiglie, i leader dei quattro clan decisero di unirsi per fronteggiare i banditi che imperversavano nell'area. Dopo la vittoria, la zona fu chiamata Arbaete Asmara (አርባእተ ኣስመራ), che in lingua tigrina significa: "I quattro sono uniti". Nonostante quella fusione, Asmara (il prefisso Arbaete cadde ben presto in disuso) continuò ad essere un villaggio di etnia tigrina e tale rimase ancora a lungo: fu infatti solo a partire dagli anni ottanta del XIX secolo che la popolazione della località iniziò ad incrementarsi in maniera significativa, anche grazie all'attribuzione del ruolo di capoluogo della regione e alla fondazione di un mercato locale per ordine di Ras Alula. Un'altra leggenda narra che in queste zone la Regina di Saba avesse dato alla luce il figlio di re Salomone, Menelik I.

### Asmara durante la colonizzazione italiana

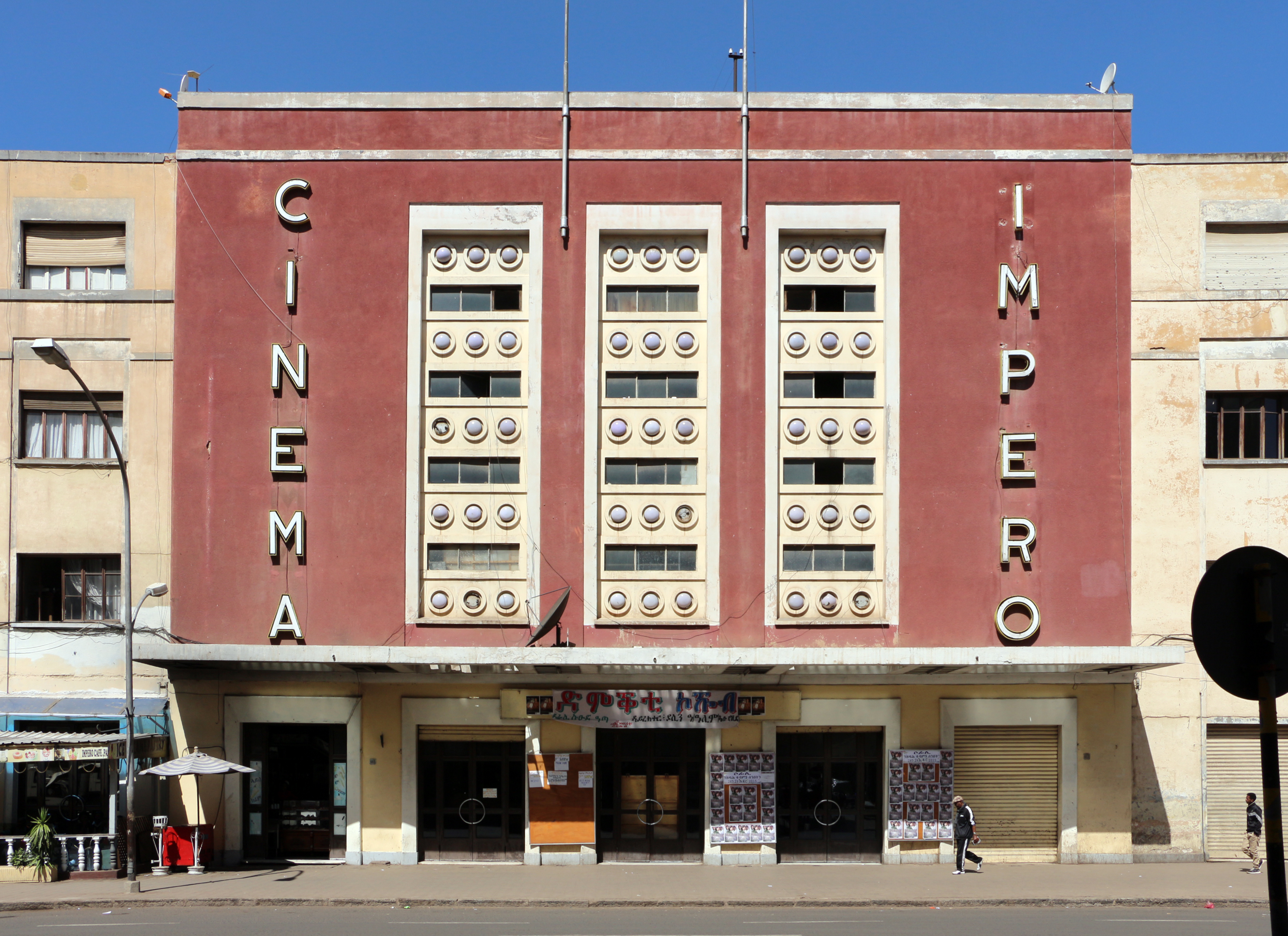
Una testimonianza della colonizzazione italiana: il Cinema Impero.

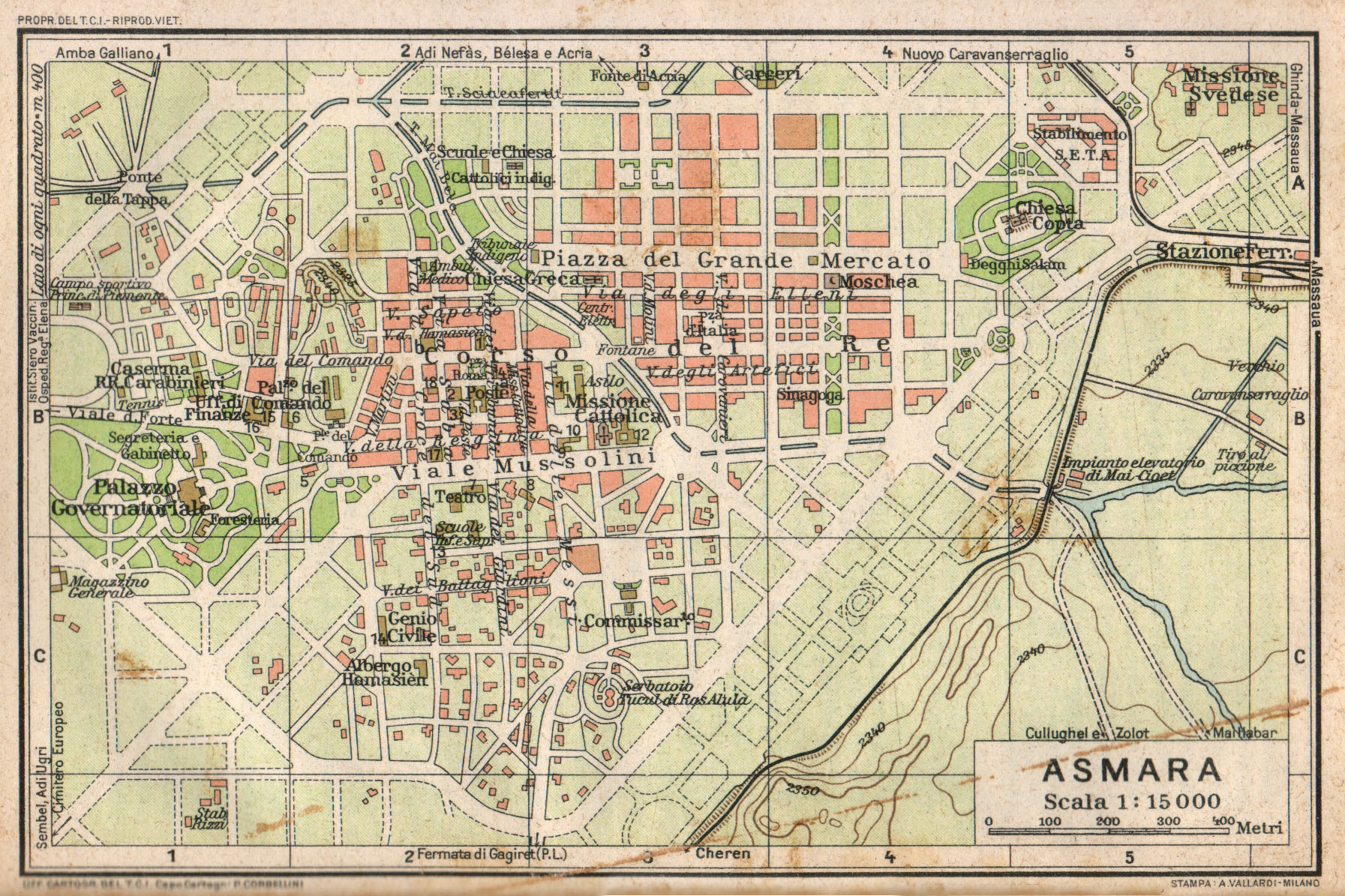
Mappa dell'Asmara del TCI, 1929.

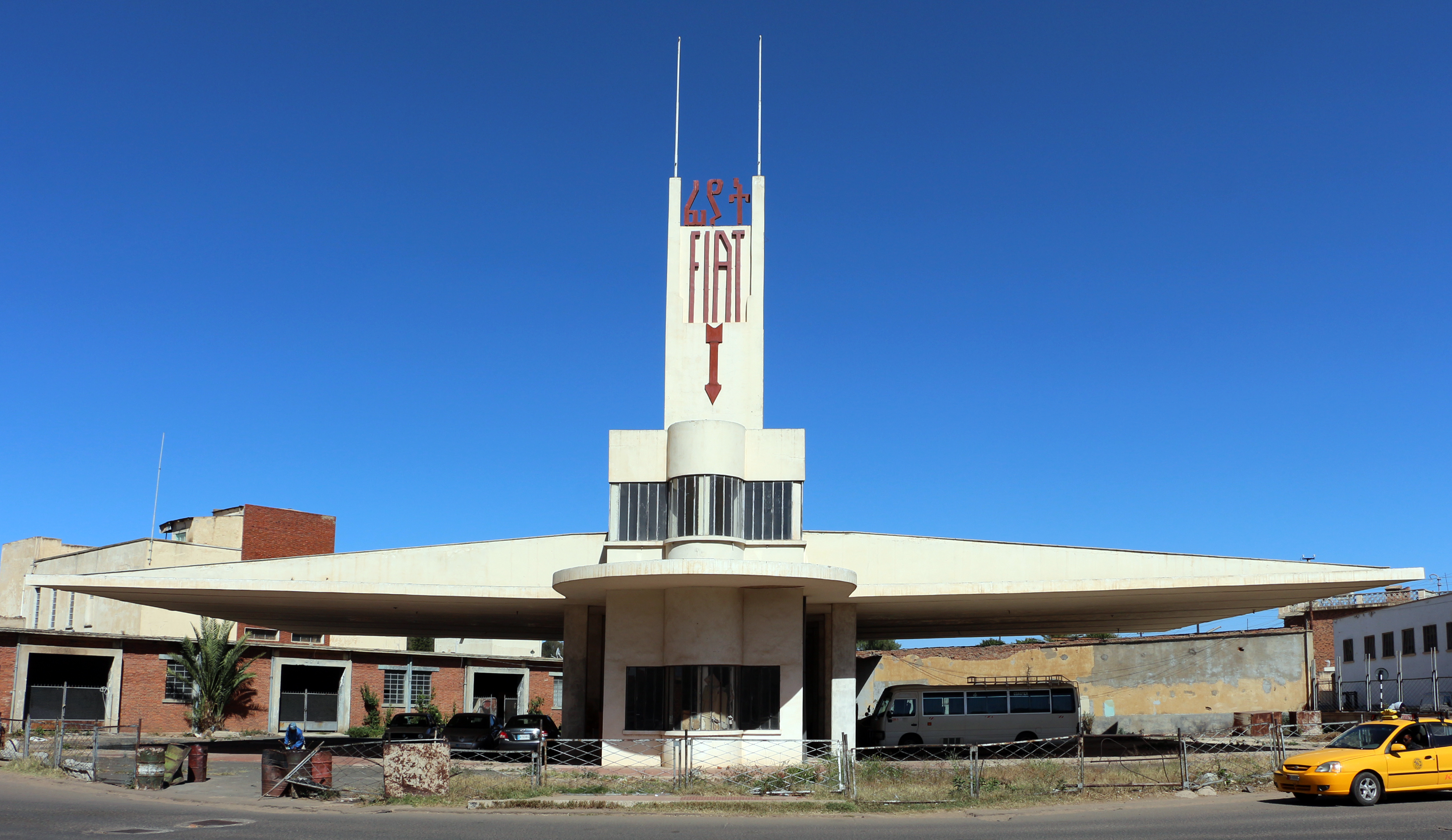
La stazione di servizio, in stile futurista, "Fiat Tagliero", costruito ad Asmara nel 1938.

La città fu occupata dalle truppe italiane nel 1889 e divenne capitale della colonia nel 1897. Nel 1887 gli italiani, sotto la direzione dell'ingegnere Emilio Olivieri, costruirono la prima tratta della ferrovia che, partendo da Massaua, raggiungeva il forte militare di Saati, a poche decine di chilometri da Massaua. Successivamente, durante l'amministrazione del governatore Ferdinando Martini, la linea fu prolungata, sotto la direzione dell'ingegnere Francesco Schupfer, fino ad Asmara, raggiunta nel dicembre del 1911, passando attraverso la città di Ghinda. Fra gli edifici più tipici della prima fase edilizia si annoverano la chiesa della Beata Vergine del Rosario e il teatro dell'Opera.
Fin dagli anni venti, grazie al governatore trevigiano Jacopo Gasparini, ma ancor più nel decennio successivo, il profilo architettonico della città mutò radicalmente, con la costruzione di nuove strutture ed edifici in stile razionalista e déco, che portarono la città ad essere soprannominata "piccola Roma". L'edilizia degli anni venti e trenta, nonché la presenza coloniale italiana, sono ancora oggi ben rintracciabili, sia nei principali edifici della città sia nel nome di numerosi locali pubblici ed esercizi commerciali ("Bar Vittoria", "Casa degli Italiani", "La ferramenta", "Casa del formaggio", "Pasticceria moderna").
Tra gli edifici più notevoli del periodo coloniale fascista sono da segnalare il Cinema Impero, costruito nel 1937 e considerato uno degli esempi più emblematici in stile art déco, e la stazione di servizio Fiat Tagliero, un impressionante edificio in stile futurista costruito nel 1938 a forma di aeroplano e dotato di due incredibili "ali" autoportanti che destano viva impressione ancora oggi. Il 1º aprile 1941, durante la seconda guerra mondiale, Asmara fu occupata, insieme al resto dell'Eritrea, dalle truppe britanniche del generale William Platt.

### Asmara nel secondo dopoguerra
La permanenza delle truppe dell'Impero britannico ad Asmara si protrasse fino al 1952, anno dell'associazione dell'Eritrea, come unità federata dotata di ampia autonomia, all'Impero d'Etiopia. In quello stesso anno la città tornò ad essere capitale dell'Eritrea, e lo rimase fino al 1960, allorquando l'Etiopia, in forma del tutto unilaterale e contro la volontà del popolo eritreo, iniziò a smantellare le strutture federali che univano i due Stati (per dare vita, nel 1962, ad uno Stato fortemente centralizzato), declassando Asmara al rango di semplice capoluogo di provincia. Il 31 gennaio 1975 iniziò la guerra di liberazione dal dominio etiopico con l'attacco alla città da parte del Fronte di Liberazione del Popolo Eritreo (FLPE). Il 24 maggio 1991 la città venne liberata definitivamente dalla dominazione etiopica dal FLPE, la massima organizzazione patriottica eritrea, da tempo in lotta contro l'esercito di occupazione abissino presente sul posto. Il trionfale esito del plebiscito popolare per la definitiva separazione del Paese dall'Etiopia, che raccolse oltre il 98% di consensi, permise ad Asmara, nel 1993, di divenire la capitale di un'Eritrea repubblicana e indipendente.

## Monumenti e luoghi d'interesse

### Architetture religiose

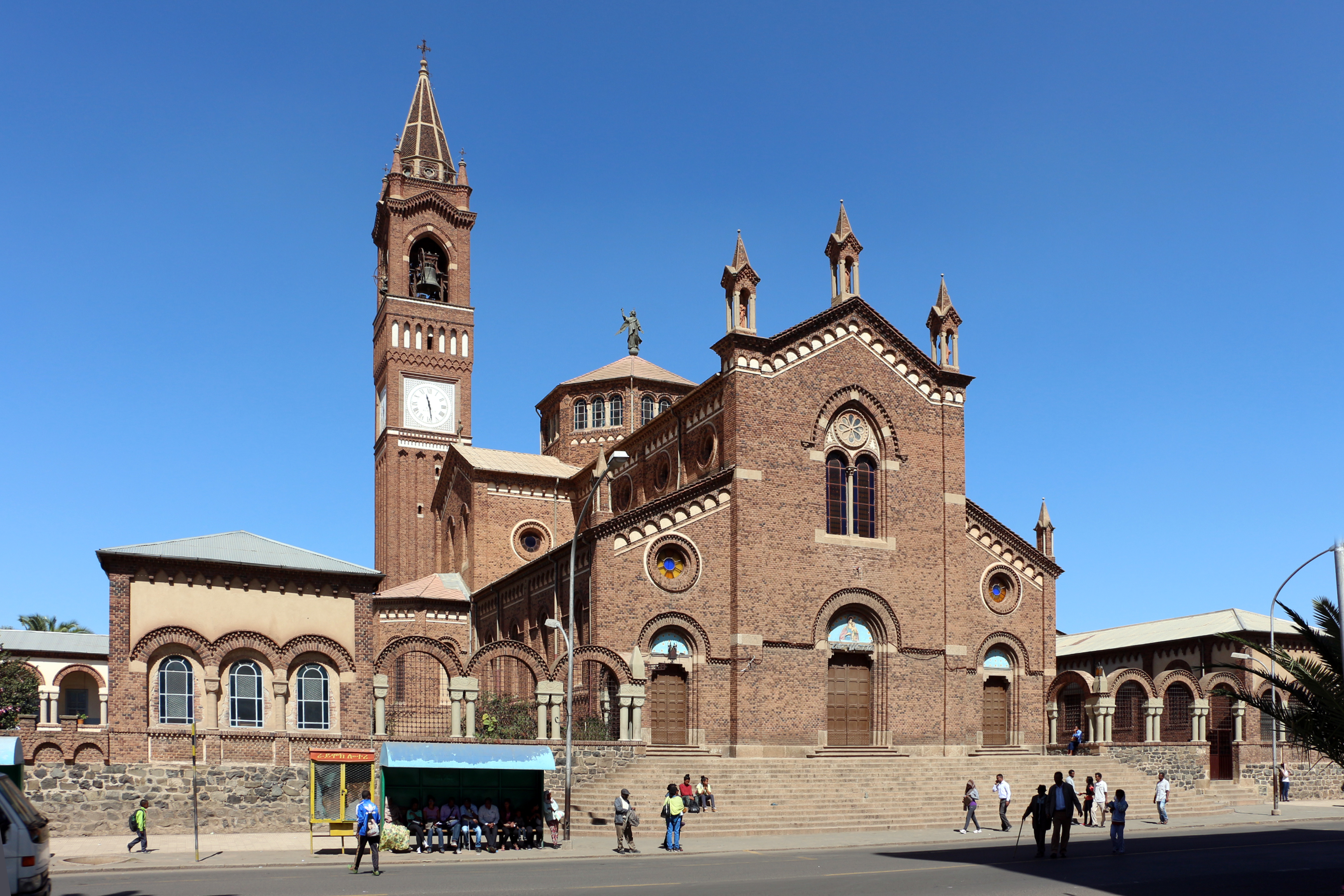
Chiesa della Beata Vergine del Rosario.

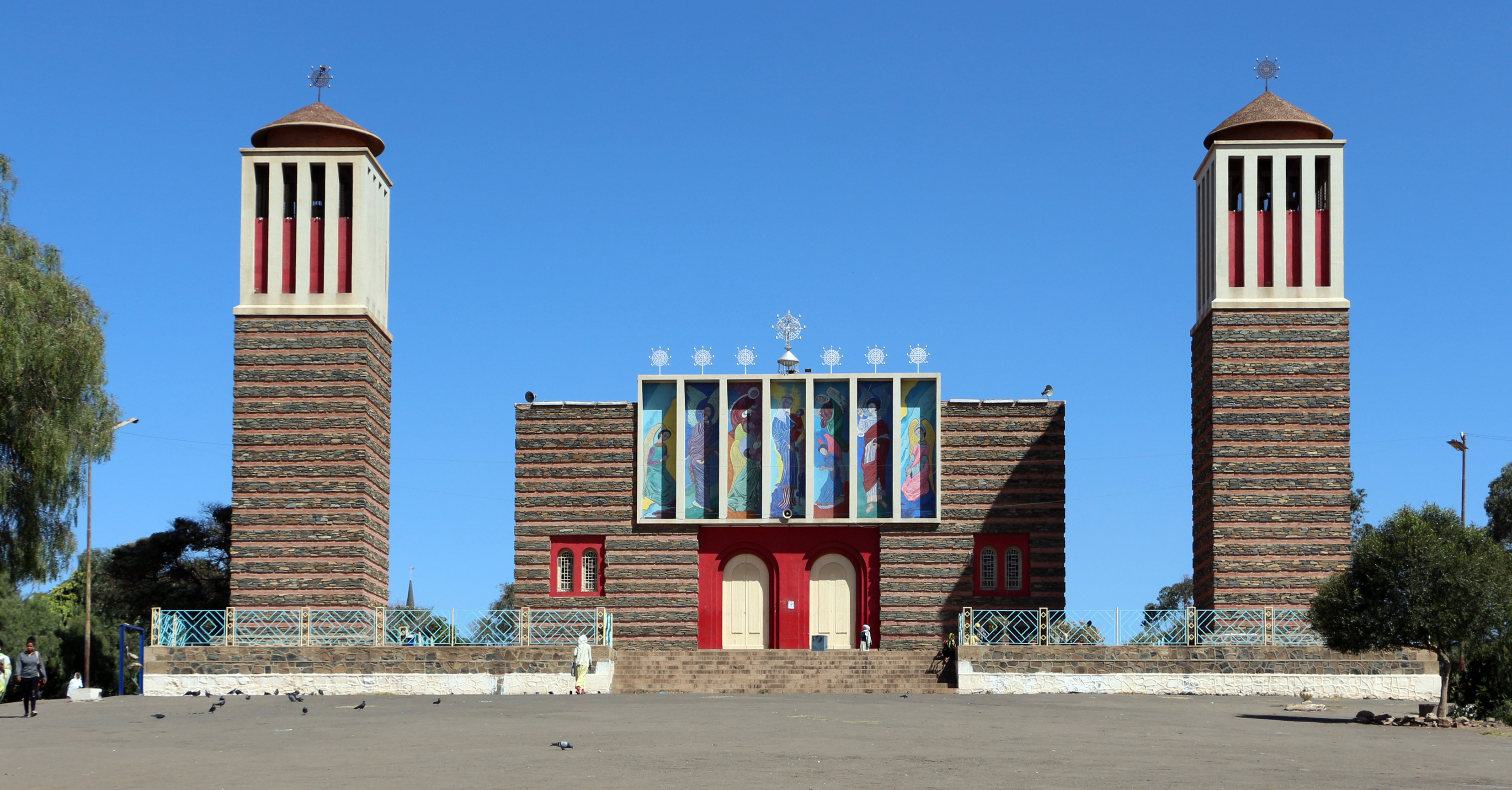
Enda Mariam.

- Chiesa della Beata Vergine del Rosario
- Cattedrale ortodossa di Santa Maria (Enda Mariam)
- Cattedrale del patto della misericordia (Kidane Mehret)
- Grande moschea di Asmara
- Sinagoga di Asmara

### Architetture civili
- Cinema Impero
- Fiat Tagliero
- Museo nazionale dell'Eritrea
- Teatro di Asmara
- Palazzo del Governatore
- Palazzo del Governo della Regione Centrale
- Palazzo della Banca d'Eritrea
- Palazzo delle poste centrali
- Mercato centrale

### Architetture militari
- Denden Camp

## UNESCO patrimonio dell'umanità
Asmara è stata inserita dall'UNESCO nella lista dei patrimoni dell'umanità nel luglio del 2017, diventando la prima città moderna ad essere inserita nella sua interezza. L'aggiunta è stata effettuata durante la quarantunesima sessione della World Heritage Committee. La città ha decine di architetture ed edifici Art déco, futuristi, modernisti e razionalisti, costruiti durante il periodo dell'Eritrea italiana.
La città è soprannominata "La piccola Roma", è situata a 2000 metri sopra il livello del mare, ed era un luogo ideale per costruire grazie al clima relativamente fresco; l'architettura mostra una combinazione di materiali locali ed italiani. Alcuni edifici da segnalare includono: il Fiat Tagliero, il Bar Zilli, il teatro dell'opera, hotel, e cinema come il Cinema Impero.
Nella dichiarazione dell'UNESCO si legge:
È un esempio eccezionale di primo modernismo urbano dell'inizio del ventesimo secolo e la sua applicazione in un contesto africano.

## Clima
Asmara ha due climi prevalenti, conosciuti come Clima della savana e freddo Clima steppico. Ci sono circa 483 mm di pioggia in un anno. È secco per 185 giorni l'anno con una umidità media del 51% ed un indice UV di 6.
| Asmara              | Mesi | Mesi | Mesi | Mesi | Mesi | Mesi | Mesi | Mesi | Mesi | Mesi | Mesi | Mesi | Stagioni | Stagioni | Stagioni | Stagioni | Anno |
| Asmara              | Gen  | Feb  | Mar  | Apr  | Mag  | Giu  | Lug  | Ago  | Set  | Ott  | Nov  | Dic  | Inv      | Pri      | Est      | Aut      | Anno |
| ------------------- | ---- | ---- | ---- | ---- | ---- | ---- | ---- | ---- | ---- | ---- | ---- | ---- | -------- | -------- | -------- | -------- | ---- |
| T. max. media (°C)  | 23,1 | 24,1 | 25,3 | 25,4 | 25,8 | 25,9 | 22,3 | 22,3 | 24,0 | 22,4 | 22,0 | 22,3 | 23,2     | 25,5     | 23,5     | 22,8     | 23,7 |
| T. min. media (°C)  | 6,3  | 7,4  | 9,0  | 10,3 | 11,5 | 11,7 | 11,6 | 12,0 | 10,1 | 8,9  | 7,9  | 6,9  | 6,9      | 10,3     | 11,8     | 9,0      | 9,5  |
| Precipitazioni (mm) | 2    | 3    | 8    | 25   | 33   | 33   | 153  | 149  | 32   | 14   | 13   | 4    | 9        | 66       | 335      | 59       | 469  |

## Società

### Lingue e dialetti
Nella città è ancora conosciuta la lingua italiana, molto di più che nel resto del Paese, soprattutto dalle persone di una certa età e dagli studenti degli istituti della scuola italiana. L'italiano influenzò con qualche termine anche la lingua tigrina parlata dagli eritrei poiché la città fu occupata dal governo italiano. Anche la maggior parte di qualche centinaio di ultimi italo-eritrei risiede in questa città.

## Istruzione

### Scuole
Le scuole statali del governo Eritreo in Asmara sono suddivise in Scuola Internazionale di Asmara, Scuola Elementare Maarnet, Scuola Elementare Mai Chehot, Scuola Elementare Mai Temenai, Scuola Elementare Meqeyro, Scuola Elementare Mereb, Scuola Elementare Mirana, Scuola Elementare Midri Babur, Scuola Elementare Dogali, Scuola per i non vedenti Abreha Bahta, Scuola Internationale Hagos, Scuola Secondaria Harbegnatat, Scuola Secondaria Sultano Ibrahim, Scuola Secondaria comprensiva Keyih Bahri.
Ad Asmara vi sono inoltre le seguenti scuole statali italiane: Scuola dell'Infanzia "Maria Montessori", Istituto Onnicomprensivo e Liceo Sperimentale "Guglielmo Marconi".

### Università
L'Università di Asmara venne fondata nel 1958.

## Economia
L'Eritrean Airlines e molte altre aziende hanno sede nella città, come l'Eritrean Telecommunications Corporation. La televisione nazionale eritrea Eri-TV dispone di molti studi dislocati in vari punti della capitale.
L'azienda Birra Asmara aperta nel 1939 sotto il nome di Melotti è situata in città ed impiega circa 600 dipendenti. L'azienda produce diversi tipi di bibite oltre alla famosa birra abbiamo il Rum e il Gin. Inoltre l'azienda opera come sponsor della squadra di calcio locale Asmara Brewery FC chiamata anche "Asmara Birra".

## Infrastrutture e trasporti

### Strade
Dopo l'indipendenza eritrea, vennero presentati vari progetti di costruzione per le strade di Asmara. Ci fu la volontà di rinnovare le vecchie strade e di costruire nuove autostrade. Nonostante questi propositi, Asmara resta una delle capitali più isolate d'Africa dal punto di vista dei trasporti, con solo cinque strade che collegano Asmara con il resto del paese.

### Ferrovie
La stazione di Asmara è capolinea della linea per Massaua.

### Aeroporti
Vicino alla città è presente l'Aeroporto Internazionale di Asmara Giovanni IV, base della compagnia di bandiera Eritrean Airlines.

### Impianti a fune
Tra il 1937 e il 1941 fu attiva la teleferica Massaua-Asmara, che collegava il porto di Massaua con la capitale eritrea. All'epoca della costruzione era il più lungo impianto a fune del mondo: ben 75 km.

## Sport
Fino al 1972 si correva una gara automobilistica sulle strade cittadine, il Circuito dell'Asmara. Dal 2013 si organizza una corsa ciclistica, l'Asmara Circuit.

### Calcio
Ad Asmara sorge lo Stadio Denden, che ospita le partite del Denden Football Club.